# Trachypepla
Trachypepla är ett släkte av fjärilar. Trachypepla ingår i familjen praktmalar, Oecophoridae.

## Bildgalleri

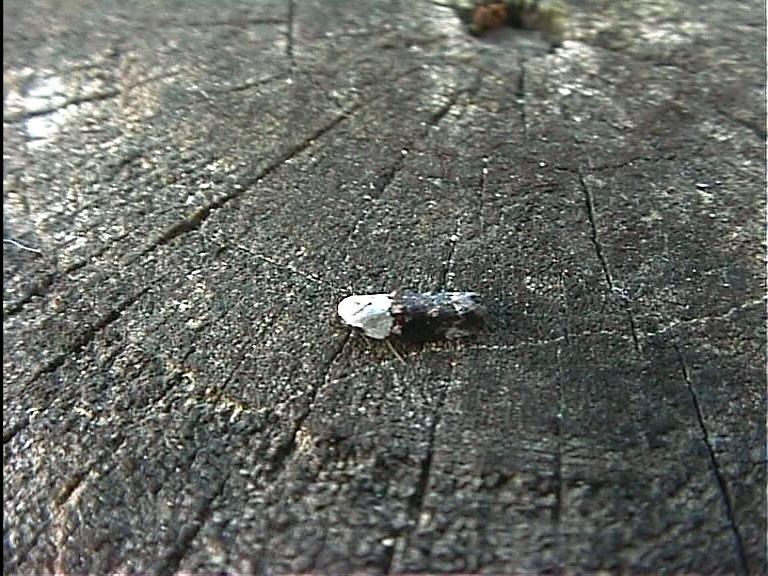
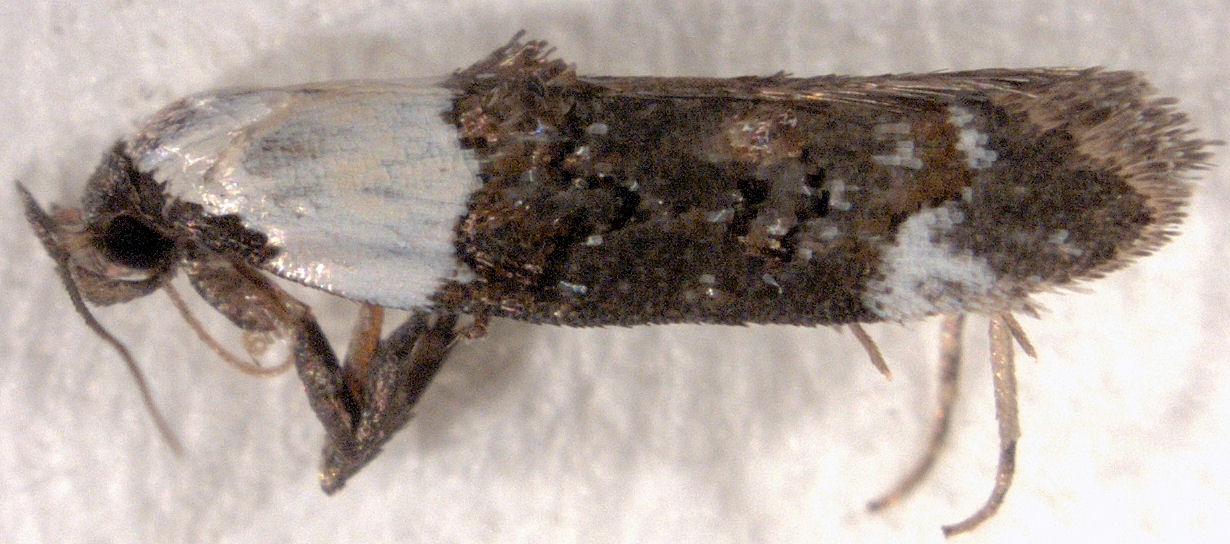
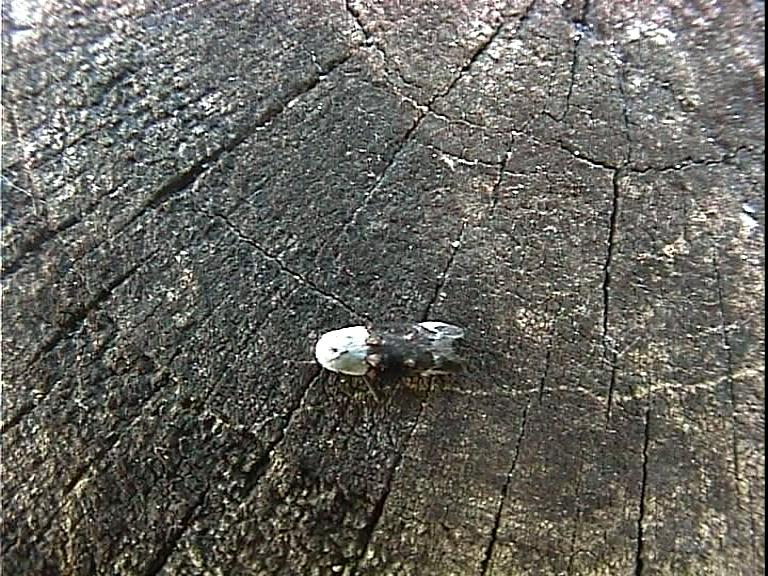

## Dottertaxa tillTrachypepla, i alfabetisk ordning[1]
- Trachypepla amorbas
- Trachypepla amphileuca
- Trachypepla anastrella
- Trachypepla aspidephora
- Trachypepla atrispersa
- Trachypepla capsellata
- Trachypepla charierga
- Trachypepla chloratma
- Trachypepla conspicuella
- Trachypepla contritella
- Trachypepla cyphonias
- Trachypepla dasylopha
- Trachypepla diplospila
- Trachypepla eumenopa
- Trachypepla euryleucota
- Trachypepla falsiloqua
- Trachypepla festiva
- Trachypepla galaxias
- Trachypepla glebifera
- Trachypepla haemalea
- Trachypepla hemicarpa
- Trachypepla hieropis
- Trachypepla importuna
- Trachypepla indolescens
- Trachypepla ingenua
- Trachypepla lasiocephala
- Trachypepla leucoplanetis
- Trachypepla lichenodes
- Trachypepla melanoptila
- Trachypepla metallifera
- Trachypepla minuta
- Trachypepla monospilella
- Trachypepla nimbosa
- Trachypepla nyctopis
- Trachypepla ocneropis
- Trachypepla peplasmena
- Trachypepla phaeolopha
- Trachypepla photinella
- Trachypepla picimacula
- Trachypepla picromorpha
- Trachypepla plinthinopa
- Trachypepla poliochroa
- Trachypepla polyleuca
- Trachypepla protochlora
- Trachypepla roseata
- Trachypepla semilauta
- Trachypepla spartodeta
- Trachypepla stenota
- Trachypepla taongella
- Trachypepla vinaria